# Assassinat de Sandra Palo
L'Assassinat de Sandra Palo va ser un crim que va commocionar la societat espanyola.
Al maig de 2003 a les 4 de la matinada, uns delinqüents juvenils multireincidents van decidir segrestar i violar la jove madrilenya Sandra Palo. Després que tres d'ells la violessin, van pensar que podria delatar-los i posar-los en perill pels seus antecedents, per la qual cosa van decidir assassinar-la mitjançant l'atropellament. En veure que Sandra seguia viva, van anar a una benzinera propera i van calar foc a la jove.
El crim generà protestes contra les benevolències de les penes que atorga la llei del menor, perquè només un d'ells. en ser major d'edat, va ser condemnat el 2009 a 64 anys de presó.